# Glorieta Gabriela Ortega Gómez (Sevilla)

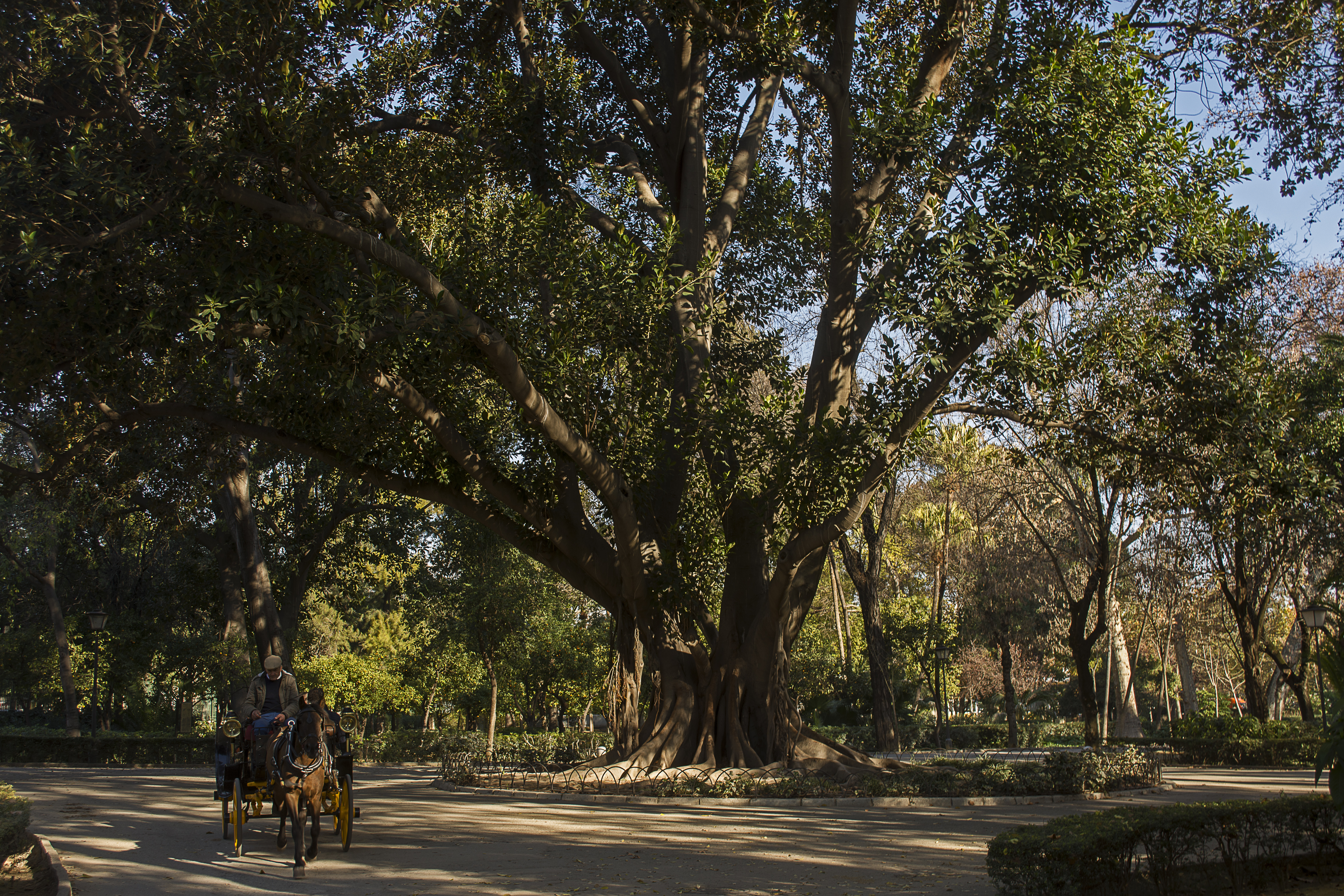
Vista de la glorieta, con el ficus en el centro.

La glorieta Gabriela Ortega Gómez se encuentra en el parque de María Luisa, Sevilla, Andalucía, España. 
Se trataba de una glorieta sin nombre entre las avenidas Bécquer, Conde Urbina y Conde Colombí. Recibió su actual denominación en 1997. La glorieta es de planta circular y en su centro hay un ficus (ficus macrophylla).
Ortega Gómez fue una escritora y recitadora, sobrina de Joselito el Gallo.